# 滋賀県道33号西浅井余呉線
滋賀県道33号西浅井余呉線（しがけんどう33ごう にしあざいよごせん）は、滋賀県長浜市西浅井町祝山附近を起点に長浜市余呉町下余呉交点に至る5.5 kmの県道（主要地方道）である。

## 概要
滋賀県長浜市西浅井町祝山の国道8号を起点に長浜市余呉町下余呉の余呉湖口交差点に至る。
長浜市西浅井町と長浜市余呉町の境に横たわる山間部は未供用である。

### 路線データ
- 起点：長浜市西浅井町祝山（国道8号交点）
- 終点：長浜市余呉町下余呉（国道365号交点）

## 歴史
- 1993年（平成5年）5月11日 - 建設省から、県道西浅井余呉線が西浅井余呉線として主要地方道に指定される[1]。

## 地理

### 通過する自治体
- 長浜市

### 交差する道路
- 国道8号（長浜市西浅井町祝山、起点）

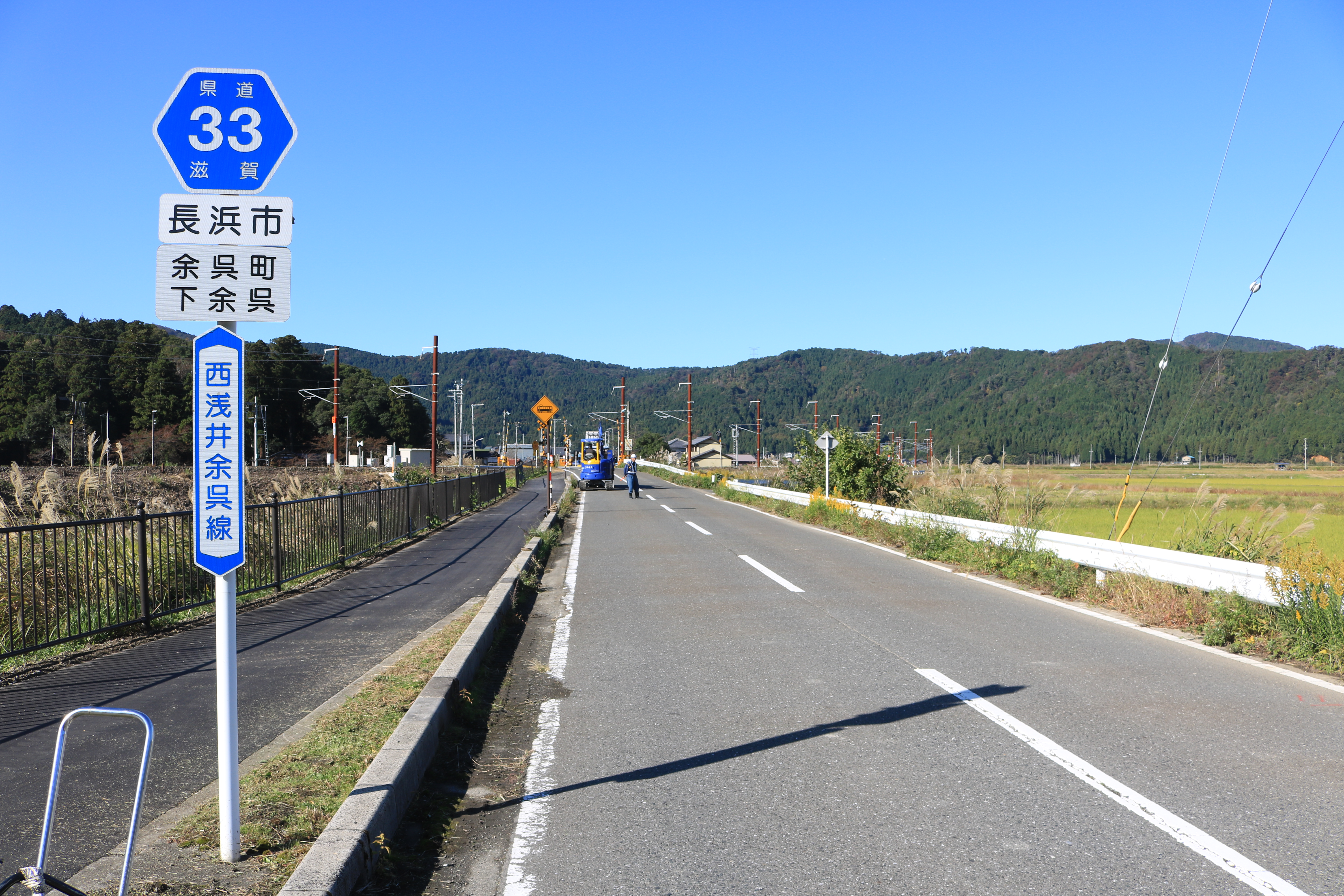
滋賀県道33号西浅井余呉線の国道365号との交差点の終点付近、長浜市余呉町下余呉にて

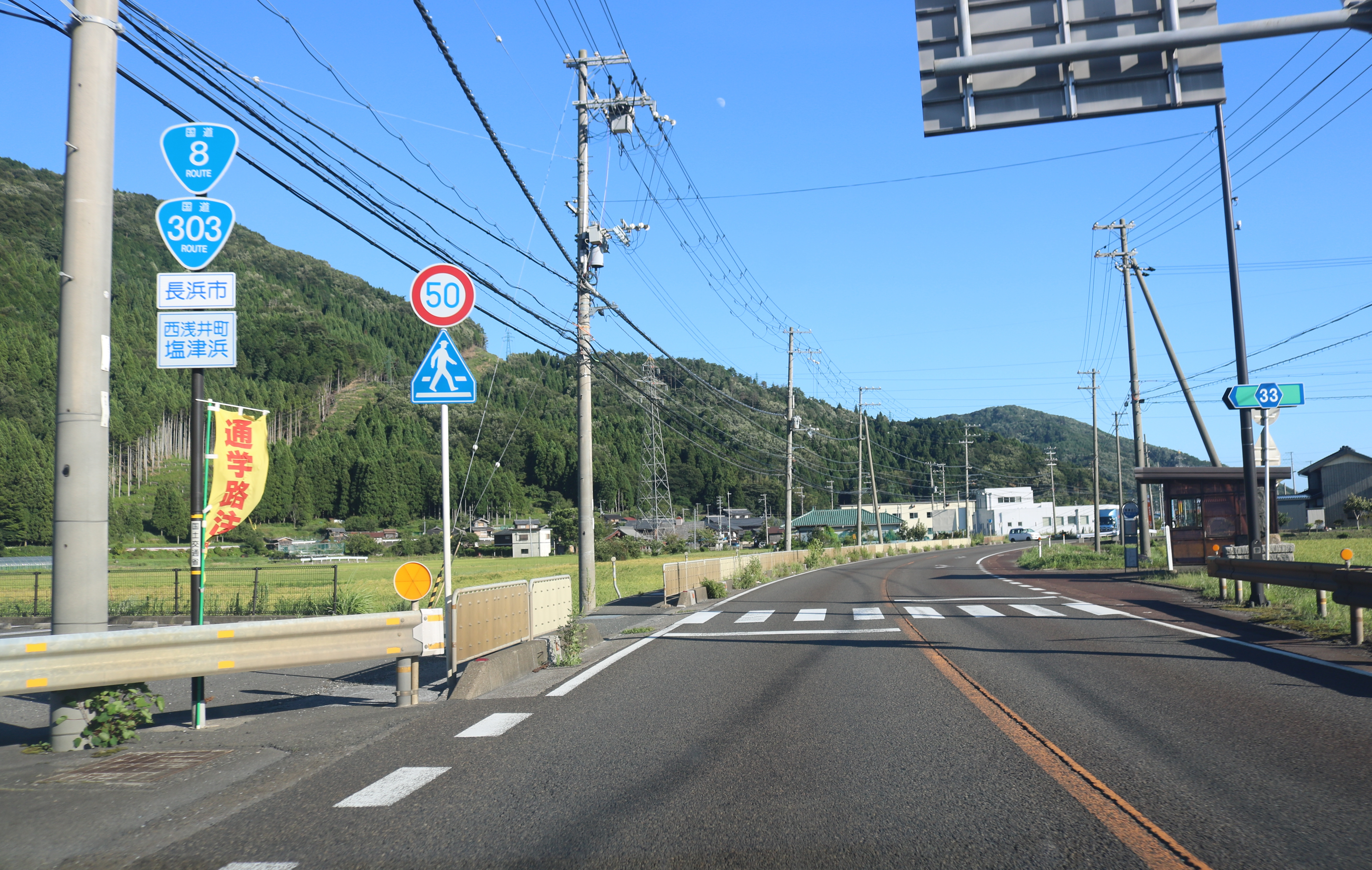
国道8号（国道303号との重複区間）と滋賀県道33西浅井余呉線（起点）との交差点、長浜市西浅井町塩津浜にて

- 滋賀県道532号余呉湖線（長浜市余呉町川並）
- 滋賀県道532号余呉湖線（長浜市余呉町下余呉）
- 国道365号（長浜市余呉町下余呉・余呉湖口交差点、終点）

### 沿線にある施設など
- 長浜市立西浅井中学校
- 塩津診療所
- 香取五神社
- 洞春庵
- 北野神社
- ビジターセンター
- 衣掛柳
- 余呉湖
- 余呉川管理事務所
- 西日本旅客鉄道（JR西日本）北陸本線 余呉駅
- 乎彌神社